# Misdemeanor
Misdemeanor är ett svenskt rockband bildat 1994.

## Biografi
Misdemeanor startades av Jenny Möllberg (gitarr), Mia Möllberg (trummor) och Jenny "Jempa" Lindahl (bas). 1994 kom Vera Olofsson (sång) och Sara Fredriksson (gitarr) med i bandet. 1997 släpptes debuten The Misdemeanor EP.
Året efter åkte de till Kalifornien, USA för att spela in i Rancho de la Luna - Fred Drakes och David Catchings studio. Låtarna de spelade in kom ut på EP:n Five Wheel Drive 1999. Senare samma år spelade de in två låtar som kom ut på en 7"-vinylskiva i 1 000 exemplar. Sedan började de arbeta med ett fullängdsalbum som till slut släpptes 2002. En 7"-singel släpptes också från skivan.
Efter detta har de spelat i Tyskland och Schweiz. Deras andra album, High Crimes and Misdemeanor kom 2004.
Misdemeanor har varit förband åt bland andra Fu Manchu, The Hellacopters och Entombed.

## Diskografi
- The Misdemeanor EP, 7"-vinyl (Psychout Records, 1997)
- Five Wheel Drive, CD-EP (Meteorcity, 1999)
- You're Nothing (and You Know It)/Y.S.B.T., 7"-vinyl (Freakscene Records, 1999)
- Misdemeanor, CD (Muse Entities, 2002)
- Let Me Know/The Hard One, 7"-vinyl (Muse Entities, 2002)
- High Crimes and Misdemeanor, CD (Muse Entities, 2004)